# Nghị quyết 67/19 của Đại Hội đồng Liên Hợp Quốc

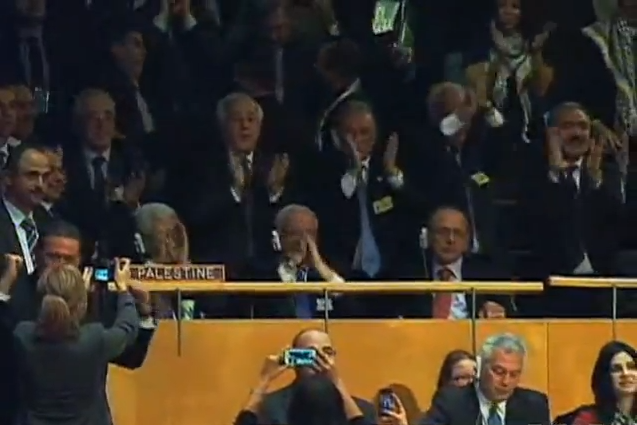
Các đại biểu Liên Hợp Quốc vỗ tay sau khi nghị quyết 67/19 được thông qua

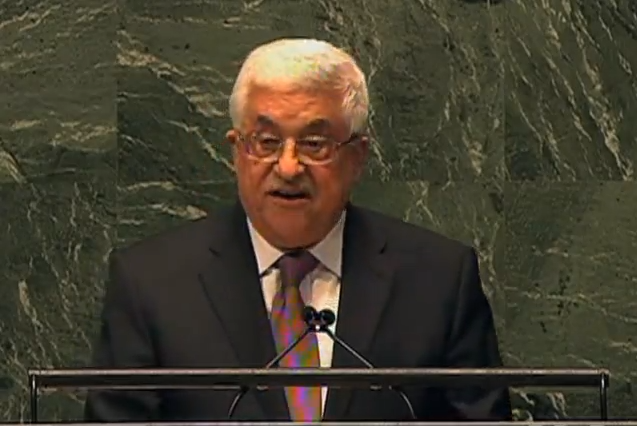
Tổng thống Palestine Mahmoud Abbas phát biểu sau khi nghị quyết 67/19 được thông qua.

Nghị quyết 67/19 của Đại hội đồng Liên Hợp Quốc là một nghị quyết dự kiến đưa ra biểu quyết các phiên họp thứ 67 của Đại hội đồng Liên Hợp Quốc vào ngày 29 tháng 11 năm 2012 (giờ Hoa Kỳ), Ngày Quốc tế Đoàn kết với nhân dân Palestine. Dự thảo nghị quyết đã được đề xuất bởi đại diện của Palestine tại Liên Hợp Quốc. Cuộc bỏ phiếu về vấn đề thừa nhận Palestine như một nhà nước không phải là thành viên Quốc. Quan trọng là nó nâng cấp Palestine từ thực thể không phải là thành viên thành quốc gia không phải là thành viên. Mặc dù nó đã gây tranh cãi và trong chính trị Israel từ bị bác bỏ bởi chính phủ 32 của Israel, cựu Thủ tướng Ehud Olmert bày tỏ ủng hộ việc nâng cấp tư cách thành viên này.. Dự thảo nghị quyết được dự kiến được thông qua, ngay cả khi chỉ mang tính tượng trưng, đặc biệt là ở ánh sáng của Chiến dịch Trụ cột Phòng thủ. Nghị quyết nâng tư cách Liên Hợp Quốc của Palestine tương đương với tư cách của Tòa Thánh. Nghị quyết đã được Đại hội đồng Liên Hợp Quốc thông qua ngày 29 tháng 11 năm 2012 (30 tháng 11 theo giờ Việt Nam) chấp nhận Palestine làm một quan sát viên Liên Hợp Quốc. Đại hội đồng đã biểu quyết với 138 phiếu thuận, 9 phiếu chống và 41 phiếu trắng. Israel và Hoa Kỳ phản đối. Pháp, Tây Ban Nha và Na Uy nằm trong số các quốc gia thúc giục Đại hội đồng hãy nâng vị tế của Palestine tại Liên hợp quốc. Đức bỏ phiếu trắng.
Tháng 9 năm 2011, Palestine từng đệ đơn yêu cầu công nhận là một quốc gia độc lập tại Liên Hợp Quốc, tuy nhiên Hoa Kỳ đã bỏ phiếu phủ quyết khi biểu quyết tại Hội đồng Bảo an.

## Bối cảnh
Phiên họp 66 của Đại hội đồng Liên Hợp Quốc đã dẫn đến việc Tổng thống Mahmoud Abbas yêu cầu tham gia như một thành viên đầy đủ của Liên Hợp Quốc. Tuy nhiên, sáng kiến Palestine 194 đã không thể thông qua trong quá trình bỏ phiếu tại Hội đồng Bảo an Liên Hợp Quốc chỉ có 8 trong số 15 thành viên ủng hộ các giải pháp (một phiếu ít hơn so với yêu cầu là 9 phiếu thuận dựa theo Điều 27 của Hiến chương Liên Hợp Quốc). Vào Ngày Quốc tế Đoàn kết với dân tộc Palestine (ngày Israel được công nhận bởi Liên Hợp Quốc), kỳ họp thứ 67 của Đại hội đồng Liên Hợp Quốc đã bỏ phiếu để nâng cấp tình trạng Palestine từ thực thể không phải là thành viên lên nhà nước không phải là thành viên. Giải pháp cũng đến một vài tuần sau khi một số các nghị quyết UNGA về Palestine. Tại kỳ họp thứ 66, Palestine cũng đã được thừa nhận như là một thành viên đầy đủ của UNESCO bất chấp sự phản đối từ Hoa Kỳ.

## Chiến dịch
Thủ tướng Benjamin Netanyahu nói rằng nghị quyết sẽ làm cho giấc mơ về một nhà nước Palestine "xa hơn". Ông cho rằng: "Người Palestine phải công nhận nhà nước Do Thái, và họ phải sẵn sàng chấm dứt xung đột với Israel một lần và tất cả. Không hề có trong những lợi ích sống còn, những lợi ích sống còn về hòa bình, không gì trong những điều này được đề cập trong nghị quyết được trình lên Đại hội đồng ngày hôm nay, và đó là lý do tại sao Israel không thể chấp nhận điều đó". Tuy nhiên, cựu Thủ tướng Chính phủ tướng Ehud Olmert đã viết: "Tôi tin rằng yêu cầu của Palestine đối với Liên Hợp Quốc là phù hợp với các khái niệm cơ bản của giải pháp hai nhà nước. Do đó, tôi thấy không có lý do gì để phản đối một khi Liên Hợp Quốc sẽ đặt nền móng cho ý tưởng này, chúng tôi ở Israel sẽ phải tham gia vào một tiến trình các cuộc đàm phán nghiêm túc, để thống nhất về biên giới cụ thể dựa trên các tuyến năm 1967, và giải quyết các vấn đề khác. Đây là lúc để hỗ trợ và khuyến khích các lực lượng ôn hòa của người Palestine. Abu-Mazen [Mahmoud Abbas] và Salam Fayyad cần sự giúp đỡ của chúng tôi. Đã đến lúc giúp đỡ."

## Quá trình biểu quyết
Dự thảo nghị quyết được đề xuất bởi đại diện của Palestine tại Liên Hợp Quốc; Theo Điều 18 của Hiến chương Liên Hợp Quốc, quyết định thông qua nghị quyết có thể được thực hiện bởi đa số thành viên của Đại hội đồng hiện diện và biểu quyết. Dự thảo đã được ủng hộ sau một ngày tranh luận vào ngày 29 tháng 11 năm 2012, bao gồm cả Mahmoud Abbas, với sự hỗ trợ của Afghanistan, Algérie, Argentina, Bahrain, Bangladesh, Bolivia, Brasil, Brunei, Chile, Trung Quốc, Comoros, Cuba, Bắc Triều Tiên, Djibouti, Ecuador, Ai Cập, Guiné-Bissau, Guyana, Iceland, Ấn Độ, Indonesia, Iraq, Jordan, Kazakhstan, Kenya, Kuwait, Lào, Liban, Libya, Madagascar, Malaysia, Maldives, Mali, Mauritanie, Maroc, Namibia, Nicaragua, Nigeria, Oman, Pakistan, Peru, Qatar, Saint Vincent và Grenadines, Ả Rập Xê Út, Sénégal, Seychelles, Sierra Leone, Somalia, Nam Phi, Sudan, Tajikistan, Tunisia, Thổ Nhĩ Kỳ, Các Tiểu vương quốc Ả Rập Thống nhất, Uruguay, Venezuela, Yemen và Zimbabwe. Trước khi biểu phiếu thực tế, nhiều quốc gia đồng ý đưa tên của mình vào danh sách đồng ủng hộ: Angola, Azerbaijan, Belarus, Belize, Grenada, Guinea, Kyrgyzstan, Niger, Sri Lanka, Suriname và Việt Nam.
Vương quốc Liên hiệp Anh và Bắc Ireland, Đức và Úc bỏ phiếu trắng. Tuy nhiên, nhiều quốc gia phương Tây như Ý, Pháp, Tây Ban Nha, Na Uy, Đan Mạch, Thụy Sĩ, Hy Lạp, Malta, Ireland, Áo và Thổ Nhĩ Kỳ đã bỏ phiếu ủng hộ nghị quyết. Trung Quốc và các nước IBSA Brazil và Ấn Độ hỗ trợ dự thảo, cùng với một nước khác trong khối BRICS là Nga. Nigeria cũng ủng hộ dự thảo. Vương quốc Anh cho biết sẽ chỉ ủng hộ dự thảo nếu đảm bảo rằng sẽ có những cuộc đàm phán vô điều kiện về các vấn đề địa vị cuối cùng. Trong khi đó, Cộng hòa Séc phản đối giải pháp đề xuất.

## Kết quả bỏ phiếu

Kết quả biểu quyết của các quốc gia quan sát viên:
Thuận
Chống
Trắng
Vắng mặt
Không phải thành viên

| Quốc gia | Thuận/Chống/Trắng |
| --- | ----------------- |
| Ả Rập Xê Út, Afghanistan, Ai Cập, Algérie, Angola, Antigua và Barbuda, Argentina, Armenia, Áo, Azerbaijan, Ấn Độ, Bahrain, Bangladesh, Belarus, Bỉ, Belize, Bénin, Bhutan, Bolivia, Botswana, Bồ Đào Nha, Bờ Biển Ngà, Brasil, Brunei Darussalam, Burkina Faso, Burundi, Các Tiểu vương quốc Ả Rập Thống nhất, Campuchia, Cabo Verde, Cộng hòa Trung Phi, Chad, Chile, Comoros, Cộng hòa Congo, Costa Rica, Cuba, Síp, Đan Mạch, Djibouti, Dominica, Cộng hòa Dominica, Đông Timo, Ecuador, El Salvador, Eritrea, Ethiopia, Pháp, Phần Lan, Gabon, Gambia, Ghana, Grenada, Guinea, Guinea-Bissau, Guyana, Gruzia, Honduras, Hy Lạp, Iceland, Indonesia, Iran, Iraq, Ireland, Ý, Jamaica, Jordan, Kazakhstan, Kenya, Kuwait, Kyrgyzstan, Lào, Liban, Lesotho, Libya, Liechtenstein, Luxembourg, Malaysia, Maldives, Mali, Malta, Maroc, Mauritania, Mauritius, México, Mozambique, Myanmar, Namibia, Nam Phi, Nam Sudan, Na Uy, Nga, Nhật Bản, Nepal, New Zealand, Nicaragua, Niger, Nigeria, Oman, Pakistan, Peru, Philippines, Qatar, Saint Kitts và Nevis, Saint Lucia, Saint Vincent và Grenadines, São Tomé và Príncipe, Sénégal, Serbia, Seychelles, Sierra Leone, Quần đảo Solomon, Somalia, Sri Lanka, Sudan, Suriname, Syria, Tajikistan, Swaziland, Tây Ban Nha, Thổ Nhĩ Kỳ, Thụy Điển, Thụy Sĩ, Thái Lan, CHDCND Triều Tiên, Trinidad và Tobago, Trung Quốc, Tunisia, Turkmenistan, Tuvalu, Uganda, Tanzania, Uruguay, Uzbekistan, Venezuela, Việt Nam, Yemen, Zambia, và Zimbabwe. | Thuận (138)       |
| Canada, Hoa Kỳ, Israel, Quần đảo Marshall, Micronesia, Nauru, Palau, Panama, và Cộng hòa Séc. | Chống (9)         |
| Anh, Albania, Andorra, Áo, Bắc Macedonia, Bahamas, Ba Lan, Barbados, Bosna và Hercegovina, Bulgaria, Cameroon, Colombia, Croatia, Cộng hòa Dân chủ Congo, Đức, Estonia, Fiji, Guatemala, Haiti, Hà Lan, Hàn Quốc, Hungary, Latvia, Litva, Malawi, Monaco, Mông Cổ, Montenegro, Papua New Guinea, Paraguay, Moldova, România, Rwanda, Samoa, San Marino, Singapore, Slovakia, Slovenia, Togo, Tonga, và Vanuatu. | Trắng (41)        |
| Guinea Xích đạo, Kiribati, Liberia, Madagascar, và Ukraina. | Vắng mặt (5)      |

## Phản ứng
Tại thành phố Ramallah ở Bờ Tây, hàng ngàn người dân Palestine hò reo ăn mừng sau khi kết quả được công bố. Phát biểu sau khi nghị quyết được thông qua, Tổng thống Palestine Mahmoud Abbas cho rằng "Đại hội đồng được triệu tập họp ngày hôm nay để cho ra tấm giấy khai sinh chứng nhận sự tồn tại trên thực tế của Nhà nước Palestine."
Ngoại trưởng Hoa Kỳ Hillary Clinton gọi việc biểu quyết là "không may và phản tác dụng", và "đặt thêm những chướng ngại vật trên con đường dẫn đến hòa bình."